# Гельветическая республика
Гельвети́ческая респу́блика (нем. Helvetische Republik, фр. République helvétique, итал. Repubblica elvetica) — государство, существовавшее пять лет (с 1798 по 1803 год) на территории современной Швейцарии. Его создание являлось ранней попыткой установления центральной власти над Швейцарией, состоявшей прежде из самоуправляемых кантонов, объединённых свободным военным союзом, и управления подчинёнными территориями, такими как Во.
Французская республика захватила Швейцарию и превратила её в союзника, известного как Гельветическая республика. Вмешательство в провинциализм и традиционные свободы глубоко возмущало население страны. Тем не менее, было проведено несколько модернизующих реформ.
Республика получила название по кельтскому племени гельветов, населявших Швейцарское плато в период античности. Вероятно, Швейцарский союз стал время от времени использовать название Гельветическая республика (лат. Republica Helvetiorum) в латыни с XVII века, в то время как Гельвеция — национальный швейцарский символ — впервые упоминается в 1672 году.

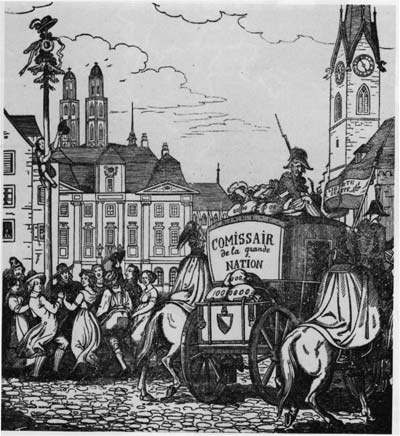
Карикатура 1798. Граждане Цюриха танцуют вокруг дерева свободы, в то время как французы вывозят деньги

## История

Карта Гельветической республики 1799 г.

12 апреля представители 10 кантонов собрались в Арау, где и была принята почти без обсуждений конституция единой и нераздельной Гельветической республики, заменившей собой прежний Союз 13 земель. Новая конституция провозгласила равенство всех перед законом, свободу совести, печати, торговли и ремёсел. Верховная власть была объявлена принадлежащей всем гражданам. Законодательная власть предоставлена сенату и Большому совету, а исполнительная власть — директории, состоявшей из 5 членов. Последняя выбирала министров и командиров войск и назначала префектов для каждого кантона. Кантоны делились на округа, с су-префектом в каждом.
Сначала к 13 старым кантонам прибавились Вале, Леман, Аргау, Беллинцона, Лугано, Ретия, Зарганс, Тургау и Санкт-Галлен, и число кантонов достигло 22. Но уже в мае того же года Ури, Швиц, Унтервальден и Цуг были соединены в один кантон — Вальдштеттен с главным городом Швиц. Зарганс и Гларус образовали кантон Линт, а Аппенцелль и Санкт-Галлен — кантон Сентис. Между тем образ действий французов, наложивших значительную военную контрибуцию на некоторые кантоны, присоединивших к Франции Женеву (в апреле 1798 года) и требовавших немедленного присоединения к Гельветической республике и остальных кантонов, вызвали в последних сильное волнение. Несмотря на свои слабые силы, они начали борьбу с французами и под начальством Алоизия фон Рединга одержали над ними несколько побед под Шинделлеги, Ротентурмом и Моргартеном. Скоро, однако, они вынуждены были уступить в столь неравной борьбе и присоединиться к Гельветической республике.
В августе вспыхнуло последнее волнение в Нидвальдене, но оно вскоре было подавлено французами с большой жестокостью. Вынужденная подписать 24 августа 1798 года оборонительный и наступательный союз с Францией, Гельветическая республика во время войны Франции со второй коалицией (1799 год) стала главным театром военных действий (см. Революционные войны).

… [Швейцария] в 1798 году была провозглашена Гельветической республикой (от латинского названия страны — Гельвеция). Республиканский флаг состоял из зелёной, красной и жёлтой горизонтальных полос, а эмблемой стало изображение легендарного борца за свободу Вильгельма Телля. Однако через пять лет республика распалась на кантоны, которые уже не имели единого флага. Тем не менее оставалась общая для всех эмблема — изображение швейцарского воина в национальном костюме и шляпе с пером, держащего алебарду и щит с надписью «XIX кантонов». — Юрий Курасов. Наследники меткого стрелка // Геральдический альбом (№6)
Австрийские войска под начальством эрцгерцога Карла вступили в Швейцарию, заняли восточную её часть, учредили в Цюрихе временное правительство и объявили в прокламации от 30 марта, что они пришли не подчинить швейцарцев, а наоборот, освободить их от французского ига. Все это вызвало народное восстание.
Правительство Гельветической республики было поставлено в критическое положение. Лагарп, получивший диктаторскую власть, пытался было подавить восстание суровыми мерами, но неудачно. Гельветическая директория, не чувствуя себя в безопасности в Люцерне, 31 мая 1799 года удалилась в Берн. Когда удача перешла на сторону французов, восстание удалось подавить.
Между тем продолжительные военные действия гибельно влияли на благосостояние страны. Всюду царило глухое недовольство существующим порядком. Вскоре после падения французской директории (18 брюмера) и гельветическая директория вынуждена была сложить с себя власть и передать её в руки исполнительного комитета (7 января 1800 года). Последний 8 августа 1800 года изменил конституцию 1798 года, заменив оба совета одним законодательным корпусом. Исполнительная власть была вручена особой комиссии из 7 членов.
Переворот этот не способствовал успокоению страны. Образовались 2 партии: унитариев, приверженцев единой Гельветической республики с централизованной властью, и федералистов, сторонников прежней кантональной системы. При содействии Бонапарта начались между обеими партиями переговоры, результатом которых явился новый пересмотр конституции в Мальмезоне (30 апреля 1801 года). Отдельным кантонам были предоставлены значительные полномочия, учреждены сейм (77 членов) и сенат (25 членов), исполнительная власть вручена малому совету (4 члена).
Когда 7 сентября 1801 года унитариям, составлявшим большинство на сейме, удалось изменить конституцию в смысле ещё большей централизации власти, федералисты вышли из состава сейма. Начались снова волнения; власть несколько раз переходила от унитариев к федералистам и обратно. Аристократическо-федералистическая партия, получив поддержку от Бонапарта, 28 октября 1801 года захватила власть в свои руки, но удержала её недолго.
Постоянные волнения в Швейцарии, ослаблявшие обе партии, благоприятствовали замыслам Бонапарта, давая ему возможность вмешиваться, в качестве посредника, в швейцарские дела. Он позволил унитариям снова произвести переворот (17 апреля 1802 года) и затем вывел из Швейцарии французские войска. Обстоятельство это послужило сигналом к общему восстанию федералистов. Гельветическое правительство вынуждено было бежать из Берна в Лозанну и обратилось с просьбой о посредничестве к первому консулу. Последний приказал восставшим сложить оружие и предложил прислать в Париж представителей обеих партий, чтобы вместе с ними выработать проект новой конституции. Для подкрепления своих требований он приказал генералу Нею, с армией в 12 тыс. человек, снова вступить в Швейцарию.
19 февраля 1803 года Наполеон Бонапарт провозгласил Акт посредничества, который в основном был компромиссом между старым и новым порядком. Централизованное государство прекратило существование.

## Наследие
История Гельветической республики показала целесообразность центрального управления Швейцарией для решения вопросов страны в целом, в противоположность отдельным кантонам, которые занимались вопросами на местном уровне. В постнаполеоновскую эпоху различия между кантонами (в валютах, системах единиц измерения и т. д.) и ощущаемая необходимость улучшения координации между ними были отражены в Федеральной Конституции Швейцарии 1848 года.
Руководство Гельветической республики, состоявшее из пяти членов, напоминало современное устройство органа исполнительной власти страны — Федерального совета Швейцарии в составе семи членов.
К периоду Гельветической республики в Швейцарии до сих пор спорное отношение. Швейцария впервые существовала как единая страна и сделала шаг на пути к созданию нового федеративного государства. Также население впервые было определено как швейцарцы, а не жители конкретного кантона. Для некоторых кантонов, таких как Во, Тургау и Тичино, республика стала периодом политической свободы от других кантонов. С другой стороны, республика ознаменовала собой время иностранного господства и революции. Для Берна, Швица и Нидвальдена это был период военного поражения с последующей оккупацией и военным подавлением. В 1995 году Федеральный парламент Швейцарии принял решение не отмечать предстоящее двухсотлетие Гельветической республики, при этом предоставив отдельным кантонам возможность отпраздновать это событие по своему желанию.